# جريجوري بوشاكجيان
جريجوري بوشاكجيان (بالإنجليزية: Gregory Buchakjian)‏ (مواليد 1971 في بيروت بلبنان) هو مصور ومخرج أفلام ومؤرخ فني، لبناني من أصل أرمني، درس في جامعة باريس السوربون، وعمل كمدير لمدرسة الفنون البصرية في أكاديمية لبنان للفنون الجميلة ALBA، كما كان مؤسسًا مشاركًا مع المهندسين المعماريين بيير حاج بطرس ورنا حداد من لورشة بحث ALBA ‏.
جريجوري بوشاكجيان عضو في اللجنة الاستشارية لمجموعة سارادار المكرسة للفن اللبناني من الفترات المعاصرة والحديثة.

## عمل
ظهر جريجوري بوشاكجيان في المشهد الفني بعد حرب لبنان عام 2006 ضمن مجموعة من المخرجين اللبنانيين، حيث أخرج فيلم ما الأحذية (What Shoes) وهو فيلم قصير للرسوم المتحركة قدم جزءًا من مشروع فيديو تحت الحصار الذي عرض في مهرجان دبي السينمائي الدولي 2008.
في السنوات التالية اتجه إلى الحياة الليلية النابضة بالحياة في بيروت، فصوره تصف الحسية على الرغم من أن العنف والقلق لا يزالا خفيين، أُخِذ اسم «الصقور الليلية» من لوحة شهيرة لإدوارد هوبر، وقد تم عرض المشروع في دير أكرك ‏ في خرونينغن كجزء من مهرجان التصوير ‏ الفوتوغرافي Noorderlicht 2011: Metropolis.
من عام 2009 إلى عام 2016 شكَّل جريجوري بوشاكيان مشروعًا طويل الأجل مخصصًا للمساكن المهجورة في بيروت والذي تطور كتفسير فوتوغرافية التصميم الداخلي المهجور ونما ليصبح بحثًا واسعًا وأطروحة دكتوراه، في هذا السياق تعاون مع سعيد بعلبكي في كتاب لفن الطباعة الحجرية يستند إلى وادي أبو جميل -الحي اليهودي السابق في بيروت- حيث نشأ بعلبكي، والذي شهد تحولات مثيرة خلال الحرب وفترة ما بعد الحرب، في عام 2018 أصبح المشروع في شكل منشور ومعرض متعدد التخصصات في متحف سرسق في بيروت برعاية كارينا الحلو والذي تضمن التصوير الفوتوغرافي والأداء والفيديو والتركيب.
في عام 2018 تم اختيار جريجوري بوشاكيان ليكون جزءًا من «المكان الذي يبقى» أول جناح وطني في لبنان برعاية هالة يونس في بينالي فينيسيا للعمارة ‏.

## المنشورات
- Halte (العمل واإيمان، جنيف عام 2006)[14]
- قطع مُختارة، مجموعة بنك عودة (بنك عودة، بيروت عام 2008)
- استيبان ليزا في أرض الأرز، التقليد والتجريد (مؤسسة استيبان ليزا بوينس آيرس، ومؤسسة أنطونيو بيريز ديبوتاسيون دي كوينكا عام 2010)[15]
- النور والدم (إصدارات الإنذار، بيروت عام 2010)
- الفن هو الحل! الفنانين والمصممين اللبنانيين المعاصرين (فيلا إمباين،  [لغات أخرى]‏ بروكسل عام 2012)[16]
- الحرب وغيرها من الاحتمالات المحتملة، أفكار حول التاريخ العربي والفن المعاصر (إصدارات الإنذار، بيروت عام 2012)[17]
- ميشيل بصبوص (مركز بيروت للمعارض، بيروت عام 2014)[18]
- يمر الوقت مع فؤاد الكوري ومنال خضر (كتب كاف، بيروت عم 2017)[19]
- المساكن المهجورة، تاريخ بيروت الذي حرره فاليري كاشارد (كتب كاف، بيروت عام 2018)[20]

## المعارض المختارة

### المعارض الفردية
- الصقور الليلية، متجر كوم دي جارسون جرييا، بيروت عام 2008[21]
- المساكن المهجورة، عرض الأنظمة، برعاية كارينا الحلو، متحف سرسق في بيروت عام 2018[22]

### المعارض الجماعية
- نفس بيروت، إسبيس إس دي في بيروت عام 2006[23]
- دي لوميير دي سانغ، مؤسسة أودي في بيروت عام 2010[24]
- س استدعاء الطلقات - المجلد. 1: التصوير المعماري، سؤال معاصر، بيروت عام 2011[25]
- س استدعاء الطلقات - المجلد. 2: التصوير الفوتوغرافي القصصي، سؤال معاصر، بيروت عام 2011[26]
- متروبولي، حياة المدينة في العصر الحضري، معرض صور نورديرليكت 2011، جرونينجن عام 2011[27]
- المنصة: العام في صور، متحف سنغافورة الوطني عام 2012[28]
- بيليكولا، معرض جانين ربيز، بيروت عام 2013[29]
- المكان الذي يبقى، الجناح اللبناني، بينالي فينيسيا السادس عشر للعمارة عام 2018[30]
- عبر الحدود، تركيز على التصوير الفوتوغرافي اللبناني، برعاية طارق نحاس، معرض بيروت للفنون 2018[31]

## روابط خارجية
- جريجوري بوشاكجيان على موقع IMDb (الإنجليزية)
- موقع جريجوري بوشاكيان
- نورديرليكت / الأرشيف / جريجوري بوشاكيان
- جريجوري بوشاكجيان في قاعدة بيانات الأفلام على الإنترنت